# 福島県立喜多方工業高等学校
福島県立喜多方工業高等学校（ふくしまけんりつきたかたこうぎょうこうとうがっこう）は、福島県喜多方市に所在していた県立高等学校。

## 概要
2010年に福島県立喜多方商業高等学校と統合する際に新設の福島県立喜多方桐桜高等学校に統合されることになったため廃校となる。

## 沿革
- 1962年4月 - 福島県立喜多方工業高等学校として設立。福島県立喜多方商工高等学校に設立され機械、電気の2科を置く。
- 1962年10月 - 敷地を喜多方市豊川町高吉に決定。29日を創立記念日と定める。
- 1963年4月 - 電子、土木、工業化学の3科を増設。喜多方教場を福島県立喜多方商工高等学校に松山教場を喜多方市公民松山支所に仮校舎を設立する。
- 1963年10月 - 新校舎に移転。
- 1964年4月 - 福島県立喜多方商工高等学校の電気科、電気通信科の生徒を編入学させる。
- 1999年4月 - 2学期制の実施。
- 2002年3月 - 工業化学科を閉科する。
- 2010年4月 - 福島県立喜多方商業高等学校と統合、福島県立喜多方桐桜高等学校開校したため廃校となる。

## 設置学科
- 全日制課程
  - 機械科
  - 電気・電子科（電気コース・電子コース）
  - 土木科

## 交通
JR磐越西線喜多方駅より徒歩15分

## 著名な出身者
- 星克明 - 総務省北陸総合通信局長
- 小林ときお - 喜多方市市議会議員・公明党支部長